# Burgh Heath
Burgh Heath – wieś w Anglii, w hrabstwie Surrey, w dystrykcie Reigate and Banstead. Leży 24 km na południe od centrum Londynu. W 2001 miejscowość liczyła 6219 mieszkańców.